# GONGO
Als GONGO werden Nichtregierungsorganisationen (NGO) bezeichnet, die von Staaten stark beeinflusst, gefördert und finanziert werden, und dadurch ihren Status als staats- und regierungsunabhängige Organisationen verlieren, sich jedoch öffentlich weiterhin als unabhängig darstellen, und entweder der Einflussnahme auf die Zivilgesellschaft im Inland oder der internationalen Interessenvertretung von Staaten dienen.
Das englische Akronym steht hierbei für Government-operated non-governmental organization oder government-organized non-governmental organization. Beispiele hierfür sind etwa die Islamische Weltliga (Saudi-Arabien); National Endowment for Democracy und Freedom House (USA); Institute for Statecraft (Großbritannien); die Alexander-Gortschakow-Stiftung für öffentliche Demokratie und Naschi (Russland) oder die All-Chinesische Frauenvereinigung (China). Der Ausdruck entstand in den 1980er Jahren.